# Pseudelmidolia ochraceipennis
Pseudelmidolia ochraceipennis is een keversoort uit de familie beekkevers (Elmidae). De wetenschappelijke naam van de soort werd in 1899 gepubliceerd door Antoine Henri Grouvelle.